# Mojana (mito)
La Mojana es una leyenda de la cultura Caribe de Colombia. Se le considera la hembra del Mohán.
Según narra la leyenda, la Mojana es una mujer que vive bajo el agua en una casa hecha de piedra; su aspecto es el de una mujer blanca, de cabellos dorados y largos que le llegan hasta sus pies, y de ojos grandes y brillantes. Su estatura según algunas versiones puede ser baja o alta.
La Mojana cuida de numerosos animales domésticos en su casa y se baña con una totuma de oro. Si encuentra a un niño que se baña en sus dominios, lo captura y lo lleva a su morada; para evitar esto los padres atan a sus hijos a cuerdas que tanto en el cuello como en la cintura.